# Cape Hatteras National Seashore
L'aire protégée du Cape Hatteras National Seashore (littéralement: côte nationale du cap Hatteras) comprend la plus grande portion des Outer Banks de la Caroline du Nord aux États-Unis. Elle s'étend sur une bande de terre formée des îles formant barrière entre le continent et l'océan Atlantique. Le parc s'étend sur 110 km de longueur par quelques kilomètres de largeur. Il commence près de Nag's Head au sud de Kitty Hawk, le site du premier vol d'un avion par les frères Wright, et se termine à l'île d'Ocracoke.
La région des Outer Banks est connue pour ses plages, sa flore et sa faune mais surtout pour les violentes tempêtes du Cap Hatteras et ses hauts-fonds qui lui ont valu le surnom de « cimetière de l'Atlantique ». En plus, de l'aire protégée elle-même, deux lieux historiques nationaux : le mémorial des frères Wright (Wright Brothers National Memorial) et le lieu historique national du fort Raleigh (Fort Raleigh National Historic Site), sont administrés au quartier général du parc qui se trouve au fort Raleigh.

## Histoire

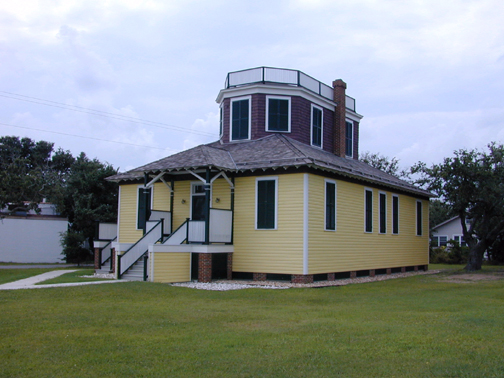
Lieu historique de la station météorologique du cap Hatteras

Les Outer Banks de Caroline du Nord sont fréquentés depuis fort longtemps par les Amérindiens de tribus reliés aux Algonquins. Il fut le site du premier essai de colonisation par l’Angleterre dans le Nouveau-Monde. Sir Walter Raleigh envoya Thomas Harriot évaluer le potentiel économique et fonder la colonie de Roanoke. Ce dernier établit fort Raleigh en 1585. Roanoke fut également brièvement occupé de 1587 à 1590. Les deux disparurent à la suite des conflits avec les Amérindiens, le manque de provisions et les conflits avec la colonie espagnole de Floride.
Cette région fut plus tard le refuge de pirates, dont le fameux Barbe noire, avant d'être finalement colonisé par les Britanniques puis les Américains. Des phares y furent construits dès la fin du XVIIe siècle pour aider les navires à éviter les hauts-fonds et des stations de sauvetage les aidèrent en cas de naufrage. Dès 1871, le US Weather Bureau parsema la côte de la Caroline du Nord de stations météorologiques pour mieux connaître les conditions dans cette région qui voit la formation de nombreuses tempêtes et le passage d'ouragans. Celle du cap Hatteras fut inaugurée en 1874.
L'aire protégée a été autorisée le 11 août 1937 par le Congrès des États-Unis mais ce n'est que le 12 janvier 1953 le Cape Hatteras National Seashore ouvrit ses portes pour la protection de la vie sauvage des îles barrières et des artéfacts historiques comme le phare du cap Hatteras et les stations de sauvetage maritime. Il s'agissait des premiers rivages protégés des États-Unis. Les villages antérieurs à l'établissement de ce parc le parsèment encore : Rodanthe, Waves, Salvo, Avon, Buxton, Frisco, Hatteras et Ocracoke.

## Flore et faune

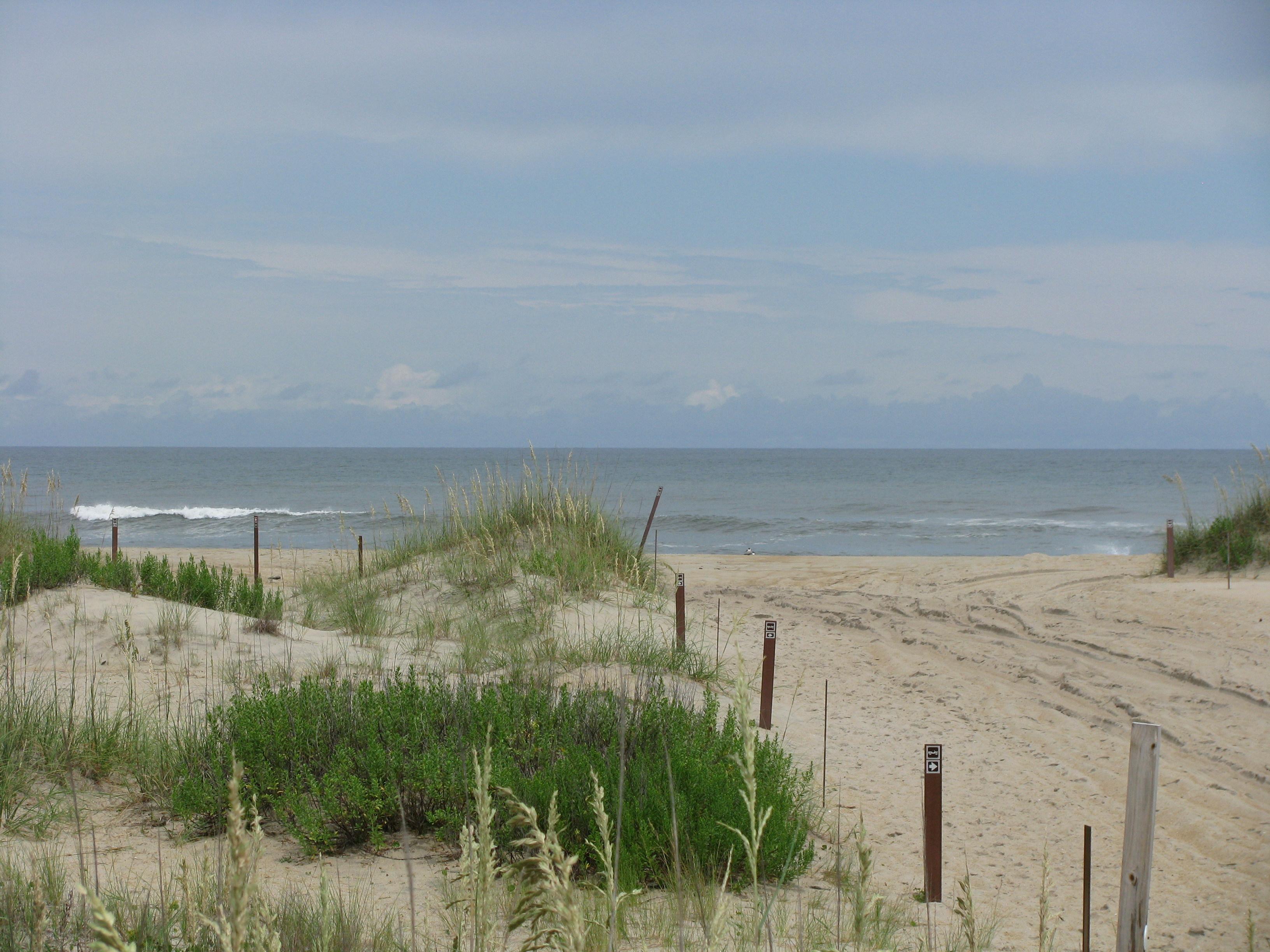
Vue d'une plage

Les îles formant les Outer Banks sont des bancs de sable dont la forme et la position changent souvent au gré de l'érosion et de l'accrétion dues aux tempêtes, au vent et au niveau de l’océan Atlantique. Certains ouragans ont même creusé des grau et fermé d'autres. La flore de ces îles est adaptée au climat et stabilise les îles contre l'action des éléments. Elle a également subi l’influence de l’activité humaine et des plantes introduites par ce dernier. Elle se divise en trois zones : les plantes vivant sur les plages et les dunes, les plantes en milieu humide et les arbres ou arbustes dans certaines dépressions.
Sur la dune se retrouvent l’uniola paniculata, le schizachyrium littoral, le spartina patens, l’hydrocotyle bonariensis, le gaillardia pulchella, le smilax smallii, l’opuntia pusilla et quelquefois l’amaranthus pumilus, une plante menacé d'extinction. Autour des zones protégées du vent et de la mer se trouvent des étangs qui ont une flore composée de plantes d'eau douce comme le cladium mariscus et d'eau saumâtre comme le roseau commun. Il existe également des fourrés contenant des arbustes comme le chêne de Virginie et certains bosquets avec des arbres comme le cyclobalanopsis, un autre type de chêne.
La faune locale est autant aquatique que terrestre. La région est un corridor migratoire pour les baleines et les tortues marines. Il est également le lieu de vie de différentes variétés de requins, de dauphins et de poissons comme le tassergal et le maquereau roi. Sur les fonds se retrouvent différents crustacés comme le crabe. Sur terre, il y a différents types de reptiles comme le mocassin d'eau et la couleuvre nord-américaine; des mammifères comme le cerf de Virginie et plus de 360 variété d’oiseaux qui s’y reproduisent ou y passent tout au long des saisons migratoires.